# 제주여자중학교
제주여자중학교(濟州女子中學校)는 대한민국 제주특별자치도 제주시 아라일동에 있는 사립 중학교이다.

## 학교 연혁
- 1946년 2월 10일 : 제주고등여학교로 개교, 홍순녕(洪淳寧) 초대 교장 취임
- 1947년 5월 12일 : 재단법인 제주여자중학교 설립 허가 제주여자초급중학교 인가(4학급) (제주읍 일도리 1078번지 現 동초등학교 앞)
- 1947년 5월 12일 : 김인현(金仁現) 초대 이사장 취임
- 1947년 7월 16일 : 제1회 수료(64명)
- 1949년 12월 30일 : 제주여자중학교 개명
- 1951년 1월 2일 : 한국전쟁, 국방부 제2조병창 사용으로 학교 징발영장 받음
- 1951년 2월 23일 : 학교 징발로 삼성혈 천막가교사에서 수업 개시
- 1953년 4월 14일 : 제주시 이도1동 1618번지로 이전(現 칼 호텔 자리)
- 1956년 1월 31일 : 재단법인 제주여자학원 인가
- 1964년 2월 26일 : 학교법인 제주여자학원으로 변경 인가
- 1972년 6월 24일 : 제주시 아라1동 2360번지로 신축 이전(現 위치)
- 1995년 11월 3일 : 김화남(金和男) 이사장 취임(16대)
- 1999년 5월 31일 : 평화관(급식소) 준공
- 2006년 2월 28일 : 24학급 운영
- 2024년 3월 1일 : 제23대 양윤호 교장 취임
- 2024년 11월 8일 : 제주특별자치도교육청 지정 지필평가 내 서술형 평가 내실화를 통한 생각하는 힘 신장 시범연구학교 운영발표회
- 2025년 1월 8일 : 제79회 졸업 190명 (졸업생 총원 20,941명)
- 2025년 3월 4일 : 2025학년도 신입생 입학 (201명)

## 참고 자료
- 제주여자중학교 - 한국교육학술정보원 학교알리미